# Provenienzforschung
Die Provenienzforschung (lateinisch provenire, „herkommen“) widmet sich der Geschichte der Herkunft (Provenienz) von Kunstwerken und Kulturgütern. Der Gegenstand der Provenienzforschung ist die Provenienzgeschichte eines Objekts. Provenienzforschung wird als Teildisziplin der Geschichte beziehungsweise Kunstgeschichte verstanden. Bei einem Kunstwerk oder Kulturgut sind im idealen Fall alle früheren Besitzverhältnisse (Provenienzen) bekannt und können offengelegt werden. Besondere Herausforderungen bestehen in Deutschland zum Beispiel durch Kunstraub und Enteignung während des NS-Regimes und bei der sogenannten Beutekunst bzw. Raubkunst. Darüber hinaus hat seit 2018 vor allem der Bericht über die Restitution afrikanischer Kulturgüter zu einer intensiven öffentlichen Debatte geführt und weitere Forschung zur Provenienz von Kunst, Kulturgut und Objekten des kulturellen Erbes aus Kontexten europäischer Kolonisation in Afrika veranlasst. Provenienzforschung ist eine vergleichsweise junge wissenschaftliche Disziplin.

## Grundlagen und Entwicklung
Die Provenienzforschung widmet sich der wissenschaftlichen Erschließung der Herkunft und der wechselnden Eigentümer- und Besitzerverhältnisse eines Kunstwerks, Kulturguts oder Objekts des kulturellen Erbes in Museen, Sammlungen, Archiven, Bibliotheken sowie im Kunst- und Antiquitätenhandel.
Bei der Erforschung werden einerseits Daten ausgewertet, die sich direkt am betreffenden Objekt finden lassen: z. B. Rückseitenbeschriftungen, Künstler-, Eigentümer- und Ausstellungsvermerke bei Gemälden, handschriftliche Einträge, Widmungen, Initialen, Marginalien, Stempel oder Exlibris bei Büchern und Archivalien. Andererseits werden externe Materialien wie Sammlungs-, Ausstellungs-, Auktionskataloge, Aktenbestände, Verkaufsunterlagen und weitere Dokumente des Kunsthandels, Archivalien oder Briefe hinsichtlich von Hinweisen auf frühere Eigentümer und Besitzer untersucht. Wenn keinerlei diesbezügliche Informationen oder Dokumentation vorhanden ist oder wenn es sich um Objekte ohne diese besonderen Merkmale handelt, die dann anhand von oftmals vagen Beschreibungen hinsichtlich der Provenienzen kaum identifiziert werden können (z. B. einfache Gebrauchsgegenstände), stößt die Provenienzforschung an ihre Grenzen. Unter bestimmten Umständen kann es aber sinnvoll sein, die betreffenden Objekte als Verdachtsfälle zu erfassen, um auf diese Angaben beim Erhalten weiterer Informationen, z. B. der Veröffentlichung von Dokumenten, oder bei eingehenden Anfragen zugreifen zu können.
Die Provenienzforschung ermöglicht und leistet eine Feststellung von Eigentums- und Besitzverhältnissen. Die Erforschung und schließliche Feststellung früherer Eigentums- und Besitzverhältnisse kann auch zur Bestätigung der Originalität und Authentizität eines Kunstwerks oder Kulturguts führen. Provenienzforschung kann auch zur Wertsteigerung von Objekten beitragen oder, im entgegengesetzten Fall, kann eine durch Provenienzforschung aufgedeckte, von der behaupteten Provenienz beispielsweise abweichende Eigentums-, Besitz- und Herkunftskonstellation den Wert mindern.
Wissenschaftlich erforschte Provenienzangaben können beispielsweise zur Entdeckung von allgemein kulturhistorischen Zusammenhängen beitragen, der Rekonstruktion von Sammlungen, historischen Beständen, historischen Interieurs und (Gelehrten-)Bibliotheken dienen und das Wissen zur Kunst-, Objekt-, Sammlungsgeschichte und zu Biographien erweitern.

## Provenienzforschung nach der Washingtoner Erklärung
Die Provenienzforschung in den öffentlichen Museen und Sammlungen gewann 1998 mit der Unterzeichnung der Washingtoner Erklärung durch 44 Staaten an enormer Bedeutung. Die Unterzeichnerstaaten, auch Deutschland, haben sich unter anderem verpflichtet, Kunstwerke, die während der Zeit des Nationalsozialismus beschlagnahmt wurden, in ihren Beständen ausfindig zu machen, deren rechtmäßige Eigentümer zu suchen und eine „gerechte und faire Lösung“ zu finden. Die den meist jüdischen Opfern zwischen 1933 und 1945 entzogenen und geraubten Kunstwerke gingen vielfach in den Besitz von öffentlichen und privaten Sammlungen über. In der Nachkriegszeit fanden nur unzureichende Rückgaben statt, so dass sich auch heute noch mehrere tausend Kunstwerke aus ursprünglich jüdischem Eigentum, oft unerkannt, in den Museen befinden. Mit der Verpflichtung, diese ungeklärten Provenienzen aufzudecken, wurde die Erforschung der Geschichte und Herkunft eines Kunstwerks zum arbeitsintensiven zentralen Forschungsfeld der Museumsarbeit, denn alle Kunstwerke, die vor 1945 entstanden sind und nach 1933 angekauft oder übernommen wurden, können theoretisch aus Raubkunstbeständen stammen. Am 28. März 2007 fand im Kulturausschuss des Bundestags eine Anhörung zur Raubkunst mit Juristen, Historikern und Museumsvertretern statt. Deutlich wurde, dass für die geforderte Intensivierung der Provenienzforschung größere finanzielle Mittel zur Verfügung stehen müssen.

## Datenbanken

### Art Loss Register
Das Art Loss Register ist die weltweit größte, privatwirtschaftlich geführte Datenbank. Sie beinhaltet verloren gegangene, gestohlene und als unbedenklich eingetragene Kulturgüter. Die Datenbank wies 2007 über 180.000 Einträge auf, 2010 waren es nach Firmenangaben 300.000 und Anfang September 2016 bereits 500.000 Kunstgegenstände. 2022 hat die Datenbank über 700.000 Einträge.  Der Kunsthandel kann hier gebührenpflichtig seine Angebote prüfen lassen, auch Unternehmen und Privatpersonen können gegen eine Gebühr gestohlene Kunstwerke registrieren oder prüfen lassen, ob es sich bei einzelnen Werken um Diebesgut handelt oder Restitutionsansprüche vorliegen. Die Polizei erhält einen kostenlosen Zugriff auf diese Datenbank.

### Lost Art-Datenbank
Bei der Koordinierungsstelle Magdeburg wurde die Lost Art-Datenbank angelegt, die seit 2015 das Deutsche Zentrum Kulturverluste weiterführt. Sie dokumentiert im Auftrag von Bund und Ländern internationale Such- und Fundmeldungen sowohl zu NS-verfolgungsbedingt entzogenen Kulturgütern als auch zu im Zusammenhang mit dem Zweiten Weltkrieg verbrachter Beutekunst. Mittlerweile verzeichnet die Datenbank zirka 100.000 detailliert beschriebene Objekte aus den genannten Bereichen, ebenso wie zahlreiche Sammelmeldungen, deren Einzelobjekte aufgrund der historischen Umstände weder quantifiziert noch qualifiziert werden können (etwa 3,5 Millionen). „Lost Art“ registriert jegliches Kulturgut, unabhängig von seinem materiellen Wert; Mobiliar wird hier ebenso aufgeführt wie Gemälde, Inkunabeln, Skulpturen, Bücher, Musikalien oder Kunsthandwerk. Ziel der Arbeit ist es, über das Sammeln und Veröffentlichen von Such- und Fundmeldungen die Identifizierungen der Herkunft und der Eigentümer von Kunstwerken zu ermöglichen; sie hat nicht den Auftrag, eigenständige Provenienzrecherchen durchzuführen.

## Provenienzforschung im Kunsthandel
Im Kunsthandel spielte die Herkunft eines Kunstwerks von jeher eine Rolle. Durch die Angaben zur Herkunft eines Kunstwerks konnte dessen besonderer Wert begründet oder ein solcher Wert abgeschrieben werden. Die Debatte um Raubkunst führte dazu, dass auch der internationale Kunsthandel heute verstärkt Provenienzforschung betreibt bzw. zunehmend auf Provenienzforschung angewiesen ist.
Auf Auktionen des Kunsthandels gelangen auch gestohlene Kunstwerke und Gegenstände. Auch als Raubkunst aus der Zeit des NS-Regimes zu identifizierende Kunstwerke und Gegenstände gelangen in den Kunsthandel. Bis in die 1990er Jahre kam es diesbezüglich nicht häufig zu Rechtsstreitigkeiten. Seit der zunehmenden Verbreitung von Informationen im Internet, z. B. von Auktionskatalogen und Auktionsankündigungen, können diese Objekte nun einfacher erkannt werden, sodass Rückgabeprozesse heute häufiger vorkommen.
Große Auktionshäuser wie Sotheby’s und Christie’s unterhalten seit einigen Jahren eigene Abteilungen für Provenienzforschung.

## Provenienzforschung in Deutschland
Deutschland gehörte im Jahr 1998 zu den Unterzeichnerstaaten der Washingtoner Erklärung, mit der sich die unterzeichnenden Staaten zur Feststellung während der NS-Zeit beschlagnahmter Sammlungsstücke in ihren Beständen, dem Ausfindigmachen der rechtmäßigen Eigentümer und Erben und dem Finden einer „gerechten und fairen Lösung“ verpflichteten.
Im Jahr 1999 wurde eine „bundesweit erste Stelle für Provenienzforschung in einer kulturgutbewahrenden Einrichtung“ an den Bayerischen Staatsgemäldesammlungen mit der Kunsthistorikerin Ilse von zur Mühlen besetzt. Von zur Mühlen kann als Wegbereiterin und Pionierin auf dem Gebiet der Provenienzwissenschaft gelten. Eine zweite derartige Stelle wurde im Folgejahr 2000 im Wallraf-Richartz-Museum (Fondation Corboud) in Köln geschaffen und mit Katja Terlau besetzt. Kurz darauf folgte im selben Jahr 2000 an der Hamburger Kunsthalle die Einstellung einer ersten Wissenschaftlerin, der Kunstwissenschaftlerin Ute Haug, eigens für die Provenienzrecherche der Bestände. Es richteten auch die Dresdener Staatlichen Kunstsammlungen für die Kunsthistorikerin Ursula Köhn und die Staatsgalerie Stuttgart eine erste Stelle für Provenienzforschung am Museum ein.
Im Jahr 2000 wurde von Ute Haug, Ilse von zur Mühlen, Laurie A. Stein und Katja Terlau der Arbeitskreis Provenienzforschung (zunächst als „Arbeitskreis zur Recherche der Provenienzen in deutschen Museen“) gegründet. 2001 wurde der Arbeitskreis erweitert um die Kunsthistorikerin Ursula Köhn. Die Gründung des Arbeitskreises Provenienzforschung gilt als wichtiger Schritt in der Geschichte der Professionalisierung der Disziplin der Provenienzforschung. Der Arbeitskreis ermöglichte eine Vernetzung und Zusammenarbeit der Forschenden. Er gilt als wegbereitend für eine zunehmende Internationalisierung des Fachs. Zunächst als offenes Netzwerk für Fachwissenschaftler angelegt, erfolgte am 17. November 2014 in Bremen schließlich die Eintragung als gemeinnütziger Verein „Arbeitskreis Provenienzforschung e. V.“.
Im Jahr 2008 leitete der Arbeitskreis Provenienzforschung eine Einrichtung der von Bund und Ländern gemeinsam finanzierten Arbeitsstelle für Provenienzforschung (AfP) am Institut für Museumsforschung, Staatliche Museen zu Berlin – Stiftung Preußischer Kulturbesitz, in die Wege. Die Arbeitsstelle für Provenienzforschung setzte sich zur Aufgabe, mit öffentlichen Mitteln unterhaltene Museen, Bibliotheken, Archive und weitere Kulturgut bewahrende Einrichtungen bei der Provenienzrecherche insbesondere finanziell zu fördern. Ein Etat in der Höhe von jährlich einer Million Euro wurde dafür zur Verfügung gestellt. Der Etat konnte 2012 auf zwei Millionen Euro erhöht werden. Die Einrichtung der Arbeitsstelle für Provenienzforschung ließ die Anzahl der in der Provenienzforschung tätigen Wissenschaftler steigen.
Nach dem Kunstfund „Fall Gurlitt“ im Jahr 2013 wurde auf nationaler Ebene die Einrichtung des Deutschen Zentrums Kulturgutverluste beschlossen. Im Jahr 2015 ging die Arbeitsstelle für Provenienzforschung in das neu geschaffene Deutsche Zentrum Kulturgutverluste in Magdeburg auf.
Im Jahr 2015 richtet auf Initiative der Alfried-Krupp-von-Bohlen-und-Halbach-Stiftung die Rheinische Friedrich-Wilhelms-Universität Bonn als Stiftung den bundesweit ersten Lehrstuhl für Provenienzforschung ein und zusätzlich eine Juniorprofessur für Provenienzforschung am Institut für Kunstgeschichte. 2016 wurde auch an der Universität Hamburg am Kunstgeschichtlichen Seminar für die Dauer von sechs Jahren eine Juniorprofessur für Provenienzforschung in Geschichte und Gegenwart eingerichtet.
Von Juli 2016 bis Dezember 2019 untersuchte eine deutsch-tansanische Arbeitsgruppe im Pilotprojekt: Tansania–Deutschland: Geteilte Objektgeschichten? Objekte des Ethnologischen Museums Berlin aus dem damaligen Deutsch-Ostafrika. Diese Bearbeitung der Geschichte der Tansania-Sammlung erfolgte in Kooperation mit tansanischen Wissenschaftlerinnen und Wissenschaftlern, Künstlerinnen und Künstlern sowie Akteuren der Herkunftsgesellschaften der Objekte. Durch diesen komplementären deutsch-afrikanischen Ansatz wird die Provenienzforschung in Deutschland um die Dimension des Austauschs und der Beteiligung afrikanischer Experten und ihrer heutigen Bewertung der historischen Kulturgüter im Herkunftsland erweitert. Ähnliche Initiativen fanden 2019 an den Goethe-Instituten in sieben afrikanischen Hauptstädten statt.
Im April 2018 wird eine Juniorprofessur für Werte von Kulturgütern und Provenienzforschung am Institut für Kunstgeschichte der Ludwig-Maximilians-Universität München eingerichtet und die Stelle mit der Kunsthistorikerin und Juristin Antoinette Maget Dominicé besetzt.
Durch den Ende 2018 erschienenen Bericht über die Restitution afrikanischer Kulturgüter an den französischen Präsidenten Emmanuel Macron fand die internationale Diskussion über Kulturgüter aus Afrika in europäischen Sammlungen erhöhte Aufmerksamkeit.
Der erste „Internationale Tag der Provenienzforschung“ wurde vom Arbeitskreis Provenienzforschung im April 2019 ins Leben gerufen. Mehr als 70 Kulturinstitutionen in Deutschland, Großbritannien, Österreich, den Niederlanden und der Schweiz nahmen an der Veranstaltung teil. Der Tag der Provenienzforschung wird seither jedes Jahr am zweiten Mittwoch im April veranstaltet. Der Tag der Provenienzforschung soll Interesse und Aufmerksamkeit für die Angelegenheiten der Provenienzforschung bündeln und Wissen an die Öffentlichkeit vermitteln.
Im Jahr 2019 wurde an der Technischen Universität Berlin eine Juniorprofessur für digitale Provenienzforschung mit der Kunsthistorikerin Meike Hopp besetzt. Im selben Jahr wurde die Kunsthistorikerin Lynn Rother auf die Lichtenberg-Professur für Provenienzstudien am Institut für Philosophie und Kunstwissenschaft der Leuphana Universität Lüneburg berufen.
Zum 1. Januar 2022 hat die vom Land Nordrhein-Westfalen sowie den Landschaftsverbänden Rheinland und Westfalen-Lippe eingerichtete Koordinationsstelle für Provenienzforschung in Nordhein-Westfalen ihre Arbeit aufgenommen. Die Koordinationsstelle ist angesiedelt beim LVR-LandesMuseum in Bonn. Die Koordinationsstelle steht auch Privatpersonen und dem Kunst- und Antiquitätenhandel für Anfragen zur Verfügung. Die Koordinationsstelle für Provenienzforschung wird geleitet von der Kunsthistorikerin Jasmin Hartmann. Die Provenienzforschung wird, neben der 2022 geschaffenen Bonner Einrichtung, seit 1999 an den Bayerischen Staatsgemäldesammlungen, seit 2000 am Wallraf-Richartz-Museum in Köln und an der Hamburger Kunsthalle, an den Dresdener Staatlichen Kunstsammlungen, der Staatsgalerie Stuttgart und in der Stiftung Preußischer Kulturbesitz in Berlin professionell besetzt. In diesen Museen wurden Stellen eingerichtet und mit Kunsthistorikern besetzt, die sich ausschließlich der Erforschung der Herkunft der Bestände widmen.

## Provenienzforschung in Österreich
In Österreich wird Provenienzforschung insbesondere von der Österreichischen Nationalbibliothek, dem Kunsthistorischen Museum, dem Heeresgeschichtlichen Museum, der Gemäldegalerie und Kupferstichkabinett der Akademie der bildenden Künste Wien, der Albertina, der Österreichischen Galerie Belvedere, dem Möbelmuseum Wien, dem Museum für angewandte Kunst, dem Museum Moderner Kunst Stiftung Ludwig, dem Theatermuseum, dem Technischen Museum und dem Weltmuseum (alle Wien) betrieben.
Grundlage bildet das Bundesgesetz über die Rückgabe von Kunstgegenständen vom 4. Dezember 1998 (BGBl. I, 181/1998). Vom zuständigen Bundesministerium für Unterricht, Kunst und Kultur wurde die Kommission für Provenienzforschung eingerichtet, deren wissenschaftliches Personal in zahlreichen Bundesmuseen und Sammlungen die Inventare, die Archivbestände und die Objekte auf Provenienzhinweise überprüfen.
Die Universitätsbibliothek der Universität Wien betreibt seit 2004 ein Forschungsprojekt Provenienzforschung zur Herkunft geraubter Bücher. 2008 wurde von einigen Bibliotheken die Arbeitsgruppe NS-Provenienzforschung gegründet, die die Bestände aus der Zeit von 1938 bis 1945 überprüft. In der Arbeitsgruppe vertreten sind, u. a. die Universitätsbibliothek der Medizinischen Universität Wien, die Wienbibliothek im Rathaus, die Universitäts- und Landesbibliothek Tirol, die Universitätsbibliothek Salzburg, die Universitätsbibliothek Graz und das Jüdische Museum Wien.
Geforscht wird insbesondere von einer österreichischen Kommission für Provenienzforschung in den Sammlungen des Bundes.

## Provenienzforschung in naturwissenschaftlichen und ethnologischen Sammlungen
Provenienzforschung wird in naturwissenschaftlichen Sammlungen und ethnologischen Museen auch beispielsweise an menschlichen Überresten betrieben. Dies betrifft zum Beispiel menschliche Schädel und Knochen aus außereuropäischen Ländern, welche zum überwiegenden Teil in der Kolonialzeit erworben wurden. Insbesondere interdisziplinär ausgerichtete Forschungsprojekte gehen heute vermehrt der Frage der kulturellen Herkunft dieser Sammlungsstücke nach und forschen nach den Umständen der Erwerbung und heutigen Aufbewahrung in europäischen und amerikanischen Depots und Sammlungen.
Die Feststellung von Unrecht und Kriminalität, die Ergänzung oder Korrektur bisheriger museologischer Annahmen und die Möglichkeit zur Restitution an die beraubten Gebiete ist im Fall der Provenienzforschung in naturwissenschaftlichen und ethnologischen Sammlungen ein treibender Faktor für die wissenschaftliche Arbeit und eine schließliche gesellschafts-politische Aufarbeitung.